# Episodi di Senza traccia (sesta stagione)
La sesta stagione della serie televisiva Senza traccia è composta da 18 episodi ed è stata trasmessa in prima visione negli Stati Uniti da CBS dal 27 settembre 2007 al 15 maggio 2008.
In Italia è stata trasmessa da Rai 2 dall'11 settembre al 14 dicembre 2009.
| nº | Titolo originale     | Titolo italiano         | Prima TV USA      | Prima TV Italia   |
| -- | -------------------- | ----------------------- | ----------------- | ----------------- |
| 1  | Lost Boy             | Benvenuti in America!   | 27 settembre 2007 | 11 settembre 2009 |
| 2  | Clean Up             | Troppo amore            | 4 ottobre 2007    | 18 settembre 2009 |
| 3  | Res Ipsa             | Madre e figlio          | 11 ottobre 2007   | 25 settembre 2009 |
| 4  | Baggage              | Legami di sangue        | 25 ottobre 2007   | 2 ottobre 2009    |
| 5  | Run                  | La lunga corsa          | 1º novembre 2007  | 6 ottobre 2009    |
| 6  | Where & Why (2)      | Ladro di bambini (2)    | 8 novembre 2007   | 20 ottobre 2009   |
| 7  | Absalom              | Un figlio, un padre     | 15 novembre 2007  | 27 ottobre 2009   |
| 8  | Fight/Flight         | Lotta estrema           | 22 novembre 2007  | 3 novembre 2009   |
| 9  | One Wrong Move       | Gli errori di una madre | 6 dicembre 2007   | 10 novembre 2009  |
| 10 | Claus and Effect     | Babbo Natale cercasi    | 13 dicembre 2007  | 17 novembre 2009  |
| 11 | 4G                   | Appartamento G4         | 10 gennaio 2008   | 24 novembre 2009  |
| 12 | Article 32           | Articolo 32             | 17 gennaio 2008   | 24 novembre 2009  |
| 13 | Hard Reset           | Azzerare                | 3 aprile 2008     | 1º dicembre 2009  |
| 14 | A Bend In the Road   | Questioni di cuore      | 10 aprile 2008    | 1º dicembre 2009  |
| 15 | Deja Vu              | Buio                    | 24 aprile 2008    | 7 dicembre 2009   |
| 16 | A Dollar and a Dream | Il biglietto dei sogni  | 1º maggio 2008    | 7 dicembre 2009   |
| 17 | Driven               | Scheletri nell'armadio  | 8 maggio 2008     | 14 dicembre 2009  |
| 18 | Satellites           | Il peso della vergogna  | 15 maggio 2008    | 14 dicembre 2009  |

## Benvenuti in America!
- Titolo originale: Lost Boy
- Diretto da: John Polson
- Scritto da: Byron Balasco e Greg Walker

### Trama
Un bambino di quattro anni adottato da una coppia vip è stato rapito, e la squadra stabilisce che il rapimento ha a che fare con lo stato dei suoi genitori adottivi e anche dei suoi genitori d'origine. Jack sospetta di un uomo che sta cercando di estorcere la coppia sostenendo il padre biologico del ragazzo.

## Troppo amore
- Titolo originale: Clean Up
- Diretto da: Chris Long
- Scritto da: Gwendolyn M. Parker

### Trama
Jack indaga sulla scomparsa di una ragazza e prende in considerazione il padre, che pulisce la scena del crimine. Il caso è legato alla possibile violenza sessuale subita alla figlia e alla sua autostima riguardo al suo sovrappeso.

## Madre e figlio
- Titolo originale: Res Ipsa
- Diretto da: Greg Walker
- Scritto da: Greg Walker

### Trama
Una reporter televisiva scompare dallo studio televisivo dove lavorava, la squadra scopre che è legata alla morte del figlio torturato e ucciso in una prigione del Guatemala. Jack porta la CIA a risolvere il caso.

## Legami di sangue
- Titolo originale: Baggage
- Diretto da: Scott White
- Scritto da: Diego Gutiérrez e Jan Nash

### Trama
Una ragazza scompare dopo aver assistito alla morte del suo fidanzato da parte della polizia. Gli agenti ritengono che la scomparsa sia collegata al fratello della ragazza, un famigerato capo della banda che ha avuto una lite con lei. Più tardi, Sam scopre di essere incinta dopo una seduta psicologica.

## Una lunga corsa
- Titolo originale: Run
- Diretto da: Kate Woods
- Scritto da: Jan Nash

### Trama
Il team indaga sulla scomparsa di una pregiudicata avvenuta dopo una sparatoria in ufficio, ma il caso è legato alle accuse di molestie sessuali

## Ladro di bambini (2)
- Titolo originale: Where and Why (2)
- Diretto da: Jonathan Kaplan
- Scritto da: Jan Nash e Greg Walker

### Trama
Dopo che un serial killer fugge a New York con il figlio, dopo essere sfuggito alla cattura a Las Vegas, Jack collabora con il capo del CSI Grissom per trovarli entrambi.
- Nota. Quest'episodio è un crossover con la serie CSI - Scena del crimine ed è la seconda parte dell'episodio Il rapimento.

## Un figlio, un padre
- Titolo originale: Absalom
- Diretto da: Martha Mitchell
- Scritto da: José Molina

### Trama
Uno studente universitario scompare dopo aver fatto osservazioni razziali in una classe pubblicata sul web. Si scopre che il ragazzo è nato da una relazione illegittima tra la madre bianca e il padre nero che però lo abbandonò prima che nascesse e nessuno dei due gli ha mai detto la verità. Alla fine, il ragazzo verrà ritrovato, dopo che era stato coinvolto suo malgrado da un amico in cerca di soldi in una truffa ai danni del vero padre.

## Lotta estrema
- Titolo originale: Fight/Flight
- Diretto da: Jeannot Swzarc
- Scritto da: David H. Goodman

### Trama
Un pugile scompare misteriosamente e Jack e la sua squadra indagano sul suo background, dove apprendono che l'uomo ha diversi nemici. Intanto Sam rintraccia il padre di suo figlio.

## Gli errori di una madre
- Titolo originale: One Wrong Move
- Diretto da: Jeff T. Thomas
- Scritto da: Gwendolwn M. Parker e Diego Gutiérrez

### Trama
Quando una madre single scompare, Jack e la sua squadra determinano se il passato criminale di un ex detenuto l'aveva fatta sparire dopo aver visitato un altro detenuto. Vivian ha un'ossessione su un caso di rapimento di una giovane donna, da parte dei trafficanti di esseri umani.

## Babbo Natale cercasi
- Titolo originale: Claus and Effect
- Diretto da: Bobby Roth
- Scritto da: Alicia Kirk e David Amman

### Trama
Un uomo divenuto Babbo Natale scompare e Jack scopre che è un esperto di matematica che aveva abbandonato il college dopo aver avuto una crisi di coscienza.

## Appartamento G4
- Titolo originale: 4G
- Diretto da: Eric Close
- Scritto da: Amanda Segel Marks

### Trama
Jack e la squadra iniziano il nuovo anno sul caso di un investigatore privato scomparso misteriosamente. Scoprono che l'investigatore aveva un legame speciale con un adolescente che aveva una terribile vita in uno strano appartamento

## Articolo 32
- Titolo originale: Article 32
- Diretto da: Martha Mitchell
- Scritto da: Byron Balasco

### Trama
Una disegnatrice su protesi, figlia di un medico dei Marines scompare dall'ospedale dove prestava servizio civile. Jack viene a sapere che era coinvolta in un attentato al centro per veterani, ma che poi si era tirata indietro dopo aver sentito la storia di molti veterani amputati.
- Guest stars: James Marsters, Rich Sommer, Michael Grant Terry.

## Azzerare
- Titolo originale: Hard Reset
- Diretto da: John Polson
- Scritto da: Jan Nash, David Amman, Greg Walker e José Molina

### Trama
Jack scompare dopo aver preso in mano, un caso in cui stava lavorando Vivian sul traffico di esseri umani.

## Questioni di cuore
- Titolo originale: A Bend In the Road
- Diretto da: Jonathan Kaplan
- Scritto da: Diego Gutiérrez e Amanda Segel Marks

### Trama
Mentre Jack sta lottando la vita e la morte, il resto della squadra indaga sulla scomparsa su una trapiantata di cuore ad una adolescente, sospettando di un suo donatore. Sam, invece parla con Brian.

## Buio
- Titolo originale: Deja Vu
- Diretto da: Chris Long
- Scritto da: Byron Balasco e David Amann

### Trama
Un paziente che si è risvegliato dopo tre anni di coma, scompare dall'ospedale. Jack scopre che è collegato alle altre persone scomparse in quella notte. Intanto Jack lascia l'ospedale e cerca una ragazza che l'aveva salvato dal traffico di esseri umani.

## Il biglietto dei sogni
- Titolo originale: A Dollar and a Dream
- Diretto da: Martha Mitchell
- Scritto da: David H. Goodman e David Mongan

### Trama
Dopo che un ultimo vincitore della lotteria scompare, il team interroga le persone che lo conoscevano. La squadra si convince che l'uomo non è stato fortunato alla lotteria e il biglietto era stato rubato.

## Scheletri nell'armadio
- Titolo originale: Driven
- Diretto da: John Polson
- Scritto da: Byron Balasco e Gwendolyn M. Parker

### Trama
Un uomo, che di recente aveva salvato un bambino dall'autobus, scompare. La squadra scopre che è collegata all'incendio che aveva causato la morte di due persone, mentre la polizia sospetta dell'uomo. La salute di Jack viene valutata da una psichiatra e quando Sam confronta Brian nel suo passato, interrompe tutto ciò che ha che fare.

## Il peso della vergogna
- Titolo originale: Satellites
- Diretto da: Jonathan Kaplan
- Scritto da: Greg Walker e Jan Nash

### Trama
Quando cinque persone con una strana connessione vengono rapite in un bar della zona, il team scopre un vecchio caso che ha coinvolto molestie sessuali sui minori da parte di un consulente di un campo estivo. Mentre Sam partorisce mentre il dipartimento apre un'inchiesta su Jack, parla con la sua squadra dicendo che si sente inadatto a guidare una squadra come loro.